# Insula Igriș
Insula Igriș este o arie protejată de interes național ce corespunde categoriei a IV-a IUCN (rezervație naturală de tip avifaunistic și floristic) situată în județul Timiș, pe teritoriul administrativ al comunei Sânpetru Mare.

## Localizare
Aria naturală cu o suprafață de 3 hectare se află în extremitatea nord-vestică a județului Timiș la limita teritorială cu județul Arad și foarte aproape de granița cu Ungaria, în lunca dreaptă a râului Mureș, în partea nord-estică a satului Sânpetru Mare și este inclusă în Parcul Natural Lunca Mureșului.

## Descriere
Rezervația naturală a fost declarată arie protejată prin Legea Nr.5 din 6 martie 2000 (privind aprobarea Planului de amenajare a teritoriului național - Secțiunea a III-a - zone protejate) și reprezintă o arie naturală (luciu de apă, lunci aluvionare, nisipuri și pietrișuri suprapuse grindurilor de argile lacustre) cu vegetație ierboasă și arboricolă (cu specii de salcie și plop) și faună (mamifere, păsări, peștii, reptile, insecte) specifică zonelor umede.

## Avifaună

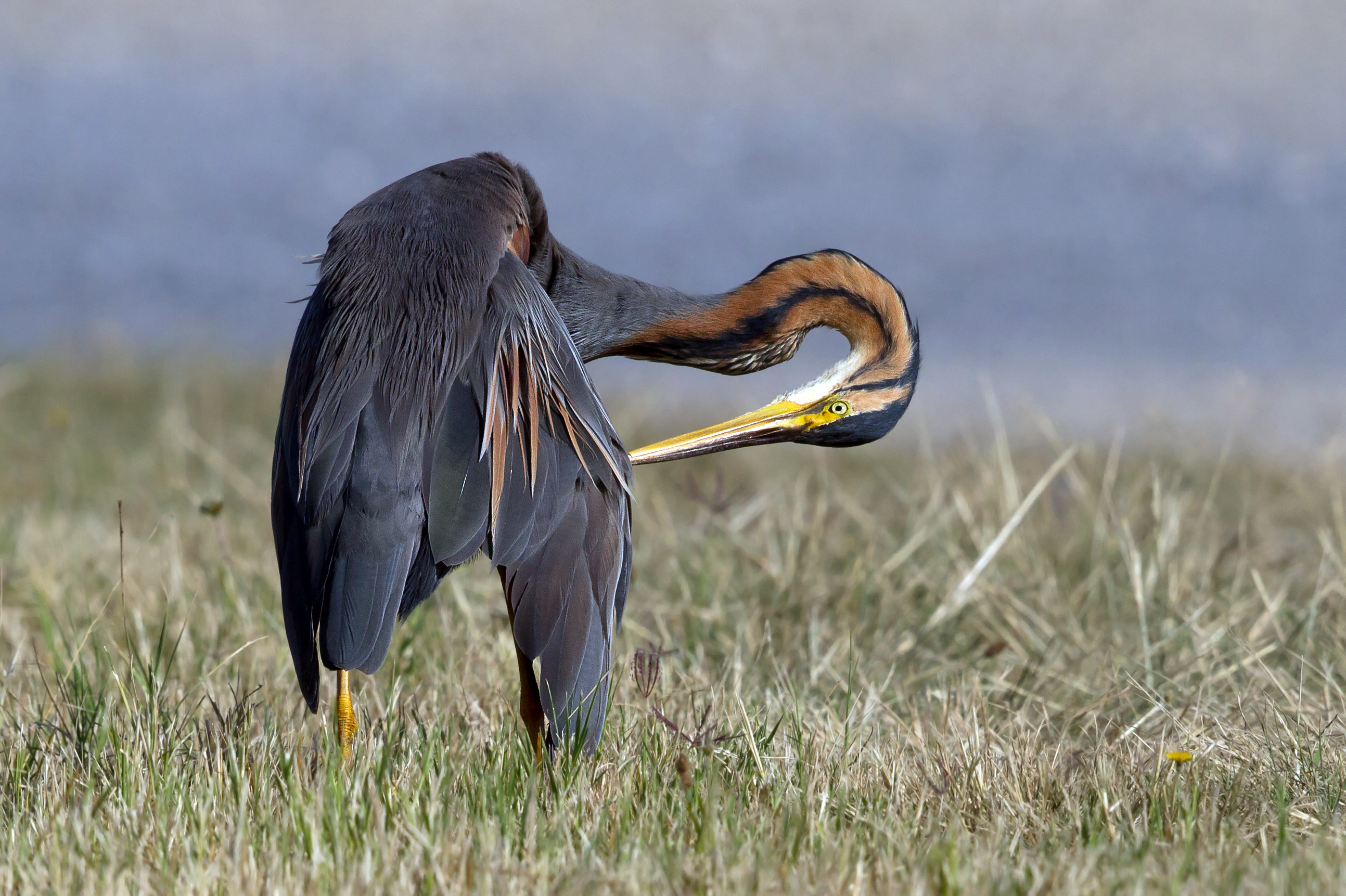
Stârc purpuriu (Ardea purpurea)

Aria naturală protejată asigură condiții de găzduire, cuibărit și hrană pentru mai multe specii de păsări migratoare (dintre care unele rare): egretă mică (Egretta garzetta), stârcul cenușiu (Ardea cinerea), stârc purpuriu (Ardea purepurea), stârc galben (Ardeola ralloides), stârc de noapte (Nycticorax nycticorax), cormoran mare (Phalacrocorax carbo), cufundar mic (Gavia stellata) sau  barză neagră (Ciconia nigra). 